# Batalla de Noryang
La batalla de Noryang, la última gran batalla de las Invasiones japonesas de Corea (1592-1598), se libró entre la marina japonesa y la combinación de flotas del Reino Joseon y la Dinastía Ming. Tuvo lugar en la madrugada del 16 de diciembre (19 de noviembre en el calendario lunar) de 1598 y terminó pasada la mañana.
La fuerza aliada de unos 150 barcos chinos de Joseon y Ming, dirigidos por los almirantes Yi Sun-sin y Chen Lin, atacaron a los 500 barcos japoneses al mando de Shimazu Yoshihiro, destruyendo o capturando más de la mitad y previniendo que se unieran a Konishi Yukinaga. Los maltrechos navíos supervivientes de la flota de Shimazu regresaron a duras penas a Busan y unos días más tarde, partieron a Japón. En el apogeo de la batalla, el almirante Yi fue alcanzado por una bala de un arcabuz y murió poco después.

## Preludio
Debido a los retrocesos en las batallas por tierra y por mar, los ejércitos japoneses habían sido obligados a retroceder hasta su red de fortalezas, o wajō (和城), en la costa sudeste de Corea. Sin embargo, el wajō no pudo contener al ejército japonés completo así que en junio de 1598, Toyotomi Hideyoshi, el Taikō que promovió las Invasiones japonesas de Corea (1592-1598), y también el en ese momento actual señor de la guerra japonés, le ordenó a 70.000 tropas, principalmente del Ejército de la Derecha japonés, que se retiraran al archipiélago. El 18 de septiembre de 1598, Hideyoshi murió inesperadamente en el castillo Fushimi. Las últimas órdenes de Hideyoshi eran para el resto de unidades del ejército japonés, que guarnecieron la red del wajō, para que también comenzaran su retirada. Debido a la presencia de barcos de Joseon y Ming, las guarniciones japonesas en el wajō no podían retroceder y permanecieron en la relativa seguridad de sus fuertes.
El wajō Sunch'on era la fortaleza japonesa más occidental, y contenía 14.000 soldados comandados por Konishi Yukinaga, quien era el líder del contingente japonés de vanguardia durante la primera invasión en 1592. El almirante Yi y Chen Lin bloquearon la retirada de Konishi, pero éste envió muchos regalos a Chen en un intento por sobornar al comandante Ming para que levantase el bloqueo. En un principio, Chen aceptó retirar la flota aliada, pero el Almirante Yi se negó rotundamente a cumplir. Entonces Chen Lin sugirió que la flota aliada atacara los wajō más pequeños y más vulnerables, tales como el fuerte de Namhae. El almirante Yi también se negó a esa estrategia. Yi contestó que Konishi, que mandaba uno de los mayores wajō, lograría escapar si los aliados debían irse y pelear en otra parte.
El 15 de diciembre, alrededor de 20.000 soldados japoneses del wajō de Sach'on, Goseong y Namhae abordaron 500 barcos y comenzaron a ocupar el este del Estrecho de Noryang en un intento por romper el bloqueo aliado de Sunch'on. El comandante global de esta fuerza de relevo fue Shimazu Yoshihiro, el líder del wajō Sach'on.
El objetivo de la flota aliada era evitar el acoplamiento de la flota de Shimazu con la flota de Konishi, y luego atacar y derrotar la flota de Shimazu. El objetivo de la flota de Shimazu era el de cruzar el Estrecho de Noryang, vincularse con Konishi y retirarse a Pusan. Shimazu sabía que Konishi estaba tratando de causar desunión dentro de los aliados y esperaba que estuviesen ocupados en otro lugar o siguieran bloqueando el wajō Sunch'on y que por lo tanto estuvieran vulnerables a un ataque desde la retaguardia.

## La batalla

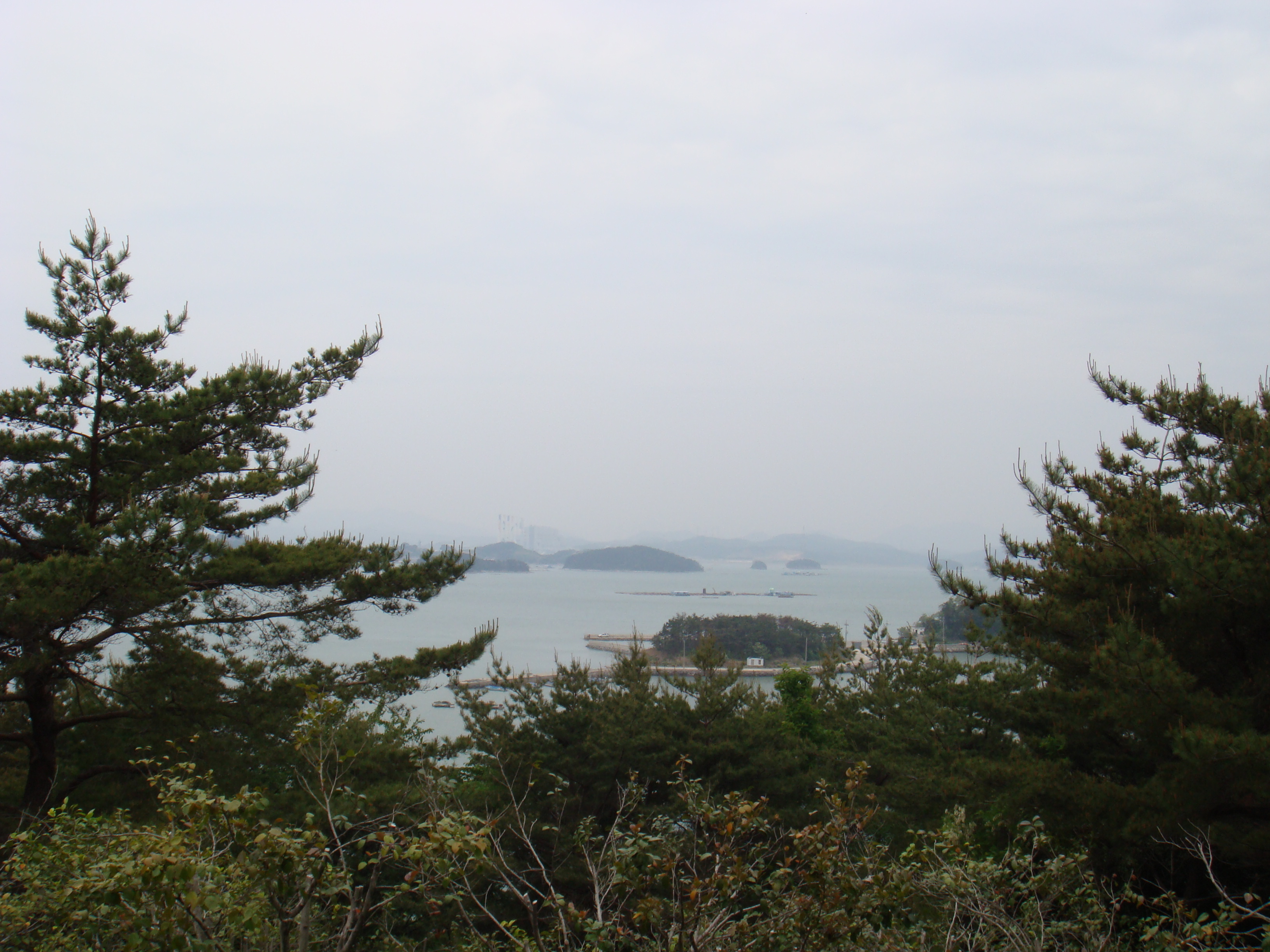
El mar frente a Gwaneumpo, mirando hacia el norte.

El 15 de diciembre, una enorme flota japonesa se acumuló en la bahía de Sach'on, en el extremo oriental del Estrecho de Noryang. Shimazu no estaba seguro de dónde estaba la flota aliada. Podrían haber estado continuando el bloqueo del wajō de Konishi, en camino para atacar un wajō abandonado más hacia el este o bloqueando su camino en el extremo occidental del Estrecho de Noryang. El almirante Yi, por su parte, sabía exactamente donde estaba Shimazu después de recibir informes de los exploradores y pescadores locales.
La flota Joseon consistió en 82 barcos panokseon a remo multi-cubiertos. La flota Ming consistió en seis grandes juncos de guerra (verdaderos barcos de batalla muy probablemente usados como buques insignia), que eran impulsados por remos y velas, 57 buques de guerra más ligeros impulsados por remos solos (la mayoría parecidos a los transportes convertidos para su uso en batalla), y dos panokseon proporcionados por el almirante Yi. En términos de mano de obra, la flota aliada tenía 8.000 marineros e infantes de marina al mando del almirante Yi, 5.000 hombres Ming del escuadrón de Guangdong y 2.600 infantes de marina Ming que lucharon a bordo de barcos coreanos, un total de casi 16.000 marineros y luchadores. La flota Ming fue dividida en dos escuadrones, el más grande de los cuales era comandado por Chen Lin y el más pequeño por Deng Zilong. La flota aliada estaba bien equipada con cañones, morteros, arqueros y arcabuceros. Los japoneses tenían 500 barcos, pero una parte importante de su flota se componía de transportes ligeros. Los barcos japoneses estaban bien armados con arcabuces y también tenían algunos cañones Joseon capturados. La flota aliada estaba en inferioridad numérica, pero lo compensó con buques que, en promedio, tenían potencia de fuego superior y construcción más pesada y más robusta.
La flota aliada esperó a Shimazu en el extremo oeste del estrecho de Noryang. La batalla comenzó a las 02:00 de la madrugada del 16 de diciembre. Era, desde el principio, un asunto desesperado, con los japoneses decididos a luchar a través de la flota aliada y los aliados igualmente decididos a evitar que se abrieran paso y avanzaran.
Al igual que en las batallas anteriores del almirante Yi, los japoneses fueron incapaces de responder eficazmente dado que los cañones coreanos y chinos les impedían moverse. La escasa amplitud del estrecho de Noryang también impidió cualquier maniobra.
Cuando la flota japonesa fue severamente dañada, Chen Lin ordenó a su flota entrar en combate cuerpo a cuerpo con los japoneses. Esto, sin embargo, permitió a los japoneses utilizar sus arcabuces y luchar usando su estilo de lucha tradicional de abordar naves enemigas. Cuando el buque insignia de Chen Lin fue atacado, el almirante Yi también tuvo que ordenar a su flota que entablara combate cuerpo a cuerpo.
Song Hui-rip, el capitán del buque insignia del almirante Yi, fue golpeado en el casco por una bala de arcabuz y quedó inconsciente durante un tiempo. Los barcos se acercaron tanto que los buques de Joseon fueron capaces de echar madera incendiada en las cubiertas de los barcos japoneses.
El fuego de los arcabuces pesados japoneses obligó a los marineros chinos a mantener la cabeza baja, mientras que los japoneses se cerraron. Algunos soldados abordaron la nave insignia de Chen Lin y en la lucha cuerpo a cuerpo que se produjo el hijo de Chen fue herido tratando de desviar una estocada dirigida a su padre. Al ver la nave de Chen en problemas, el comandante del ala izquierda Ming Deng Zilong y 200 integrantes de su guardia personal subieron a un panokseon Joseon (uno de los dos entregado a la flota Ming del almirante Yi) y remaron en su ayuda. Varios barcos Ming, confundiendo el panokseon por un barco japonés, abrieron fuego y lo liquidaron. El golpeado panokseon se desplazó hacia los japoneses, donde los abordaron y mataron a todos a bordo, incluyendo a Deng.
En medio de la batalla, cuando estaba por amanecer, la flota aliada tenía la ventaja y la mitad de los buques de Shimazu habían sido hundidos o capturados. Se decía que el buque insignia de Shimazu Yoshihiro había sido hundido y que Shimazu estaba aferrado a un pedazo de madera en el agua helada. Los barcos japoneses vinieron a su rescate, llevándole a la seguridad. Durante el transcurso de la batalla, los barcos lucharon desde el extremo oeste del estrecho hasta llegar al otro lado, en la parte este, casi hasta mar abierto. Los japoneses sufrieron graves daños y comenzaron a retroceder a lo largo de la costa sur de la isla Namhae, hacia Pusan.

### Muerte del Almirante Yi

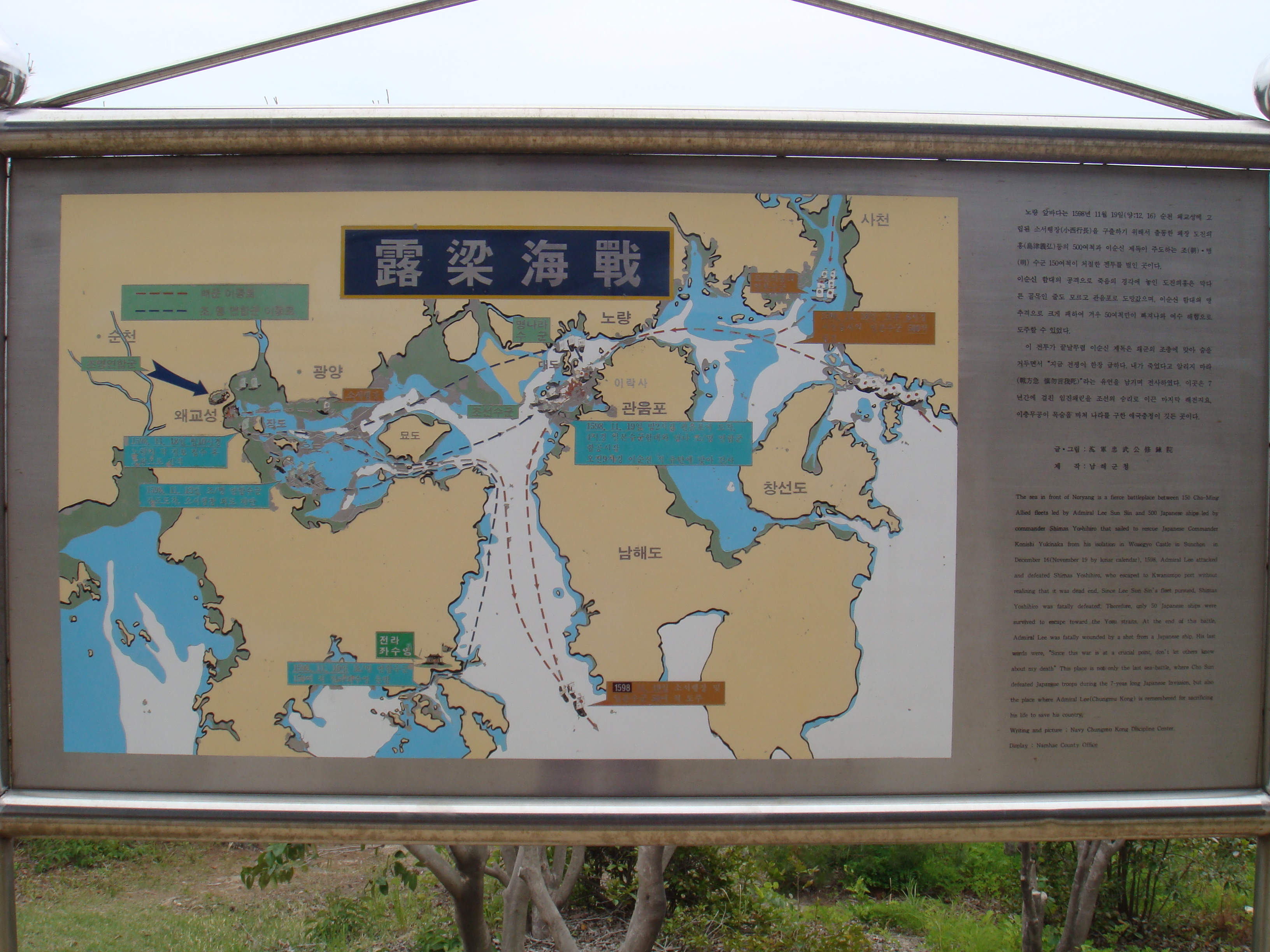
Un mapa que muestra los movimientos de las fuerzas navales en la batalla.

Como los japoneses se retiraban, el almirante Yi ordenó una vigorosa persecución. En ese momento, una bala suelta del arcabuz de un barco enemigo golpeó al Almirante Yi cerca de la axila, en su lado izquierdo. Intuyendo que la herida era mortal, el almirante pronunció: "Estamos a punto de ganar la guerra...continúen golpeando los tambores de guerra. No anuncien mi muerte", y con estas palabras murió.
Sólo tres personas fueron testigos de su muerte, incluyendo a Yi Hoe, su primogénito, Song Hui-rip y Yi Wan, su sobrino. El hijo y el sobrino del almirante Yi lucharon por recuperar la compostura y llevaron el cuerpo del almirante a su camarote antes de que otros pudieran darse cuenta de su muerte. Durante el resto de la batalla, Yi Wan llevó la armadura de su tío y continuó golpeando el tambor de guerra para que el resto de la flota supiera que el buque insignia del almirante se encontraba todavía en la lucha.
El barco de Chen estaba otra vez en problemas y el buque insignia de Yi remó a su rescate. El buque insignia de Yi combatió y hundió varios barcos japoneses y Chen Lin llamó a Yi para agradecerle por haber venido en su ayuda. Sin embargo, Chen se reunió con Yi Wan, quien anunció que su tío había muerto. Se dice que el propio Chen estaba tan sorprendido que cayó al suelo tres veces, golpeándose el pecho y llorando. Pronto, la noticia de la muerte del almirante Yi se extendió rápidamente por toda la flota aliada.

## Consecuencias
De 500 barcos japoneses bajo el mando de Shimazu, un estimado de 150 fueron capaces de volver al Puerto de Pusan (otros archivos Joseon registran que los restos de Shimazu fueron perseguidos ferozmente por la flota de Yi Sun-sin y que sólo 50 barcos de la Armada de Shimazu lograron escapar). Konishi Yukinaga dejó su fortaleza el 16 de diciembre y sus hombres fueron capaces de retirarse, navegando a través del extremo sur de la isla Namhae, evitando tanto el Estrecho de Noryang como la batalla. A pesar de que sabía que la batalla hacía estragos, no hizo ningún esfuerzo para ayudar a Shimazu. Todas las fortalezas japonesas fueron abandonadas y las fuerzas de tierra Ming y Joseon se trasladaron para capturarlos, reclamando suministros abandonados y reuniendo a los rezagados. Konishi, Shimazu, Katō Kiyomasa y otros generales japoneses del Ejército de Izquierda se congregaron en Pusan y se retiraron a Japón el 21 de diciembre. Los últimos barcos navegaron a Japón el 24 de diciembre, poniendo fin a siete años de guerra.
El cuerpo del almirante Yi Sun-sin fue llevado de regreso a su ciudad natal en Asan para ser enterrado junto a su padre, Yi Chong (de acuerdo con la tradición coreana). El tribunal le dio el rango póstumo de Ministro de la Derecha. Santuarios, tanto oficiales como no oficiales, fueron construidos en su honor. En 1643, el Almirante Yi recibió el título de Chungmugong, "Duque (o Señor) de Valor Leal".
Chen Lin dio un elogio al asistir al funeral del almirante Yi. Luego, retiró sus fuerzas a la China Ming y recibió altos honores militares.